# Nijirō Murakami
Nijirō Murakami (村上 虹郎 Murakami Nijirō?,  Tokio, Japón, 17 de marzo de 1997) es un actor japonés, afiliado a la agencia Decade. Hijo del actor Jun Murakami y la cantante Ua, Murakami es principalmente conocido por sus roles de Kaitō en Futatsume no Mado, Takashi Hayama en Wasurenai to Chikatta Boku ga Ita, Hiroto Aoshima en Aogeba Tōtoshi, Shōta Kobayashi en Namiya Zakkaten no Kiseki y más recientemente Shuntarō Chishiya en Alice in Borderland.

## Biografía
Murakami nació el 17 de marzo de 1997 en la ciudad de Tokio, Japón. Es el único hijo del actor y modelo Jun Murakami, y la cantante Ua. Sus padres se divorciaron cuando tenía nueve años, tras lo cual fue criado por su madre y padrastro. Murakami tiene tres medio hermanos menores, todos ellos frutos del segundo matrimonio de su madre. Mientras aún asistía a la escuela preparatoria, Murakami se trasladó a Okinawa con su familia; también estudió algunos años en Montreal, Canadá.
Debutó como actor en 2014, interpretando el papel principal de Kaitō en la galardonada película Futatsume no Mado, actuación por la cual recibió el premio al "mejor actor nuevo" en el Festival de Cine de Kasaki. En 2015, Murakami apareció en la serie de drama Tenshi no Naifu, siendo este su debut televisivo. Más tarde ese mismo año, protagonizó la adaptación a dorama del anime AnoHana, y la película Wasurenai to Chikatta Boku ga Ita.
En 2016, interpretó a Hiroto Aoshima en la serie Aogeba Tōtoshi. Asimismo, ese mismo año, tuvo también papeles secundarios en las series Botanical Life of Verandar 3, Shibuya Rei-chōme y Cold Case: Shinjitsu no Tobira. En los años siguientes, Murakami continuó apareciendo en una gran variedad de proyectos, incluyendo las series televisivas Dead Stock (2017), The Black Company (2018), Kono Sekai no Katasumi ni (2018) y MIU 404 (2019), así como también las películas Nidome no Natsu, Nidoto Aenai Kimi (2017), Namiya Zakkaten no Kiseki (2017) y "Kakure Bicchi" Yattemashita (2019).

## Filmografía

### Series de televisión
| Año  | Título                            | Rol               | Notas      |
| ---- | --------------------------------- | ----------------- | ---------- |
| 2015 | Tenshi no Naifu                   | Jun Maruyama      |            |
| 2015 | AnoHana                           | Jinta Yadomi      | Principal  |
| 2016 | Utsukushiki Mittsu no Uso         | Shōgo Tachiki     |            |
| 2016 | Shibuya Rei-chōme                 | Ogito             |            |
| 2016 | Botanical Life of Verandar 3      | Keni'ichi Hiiragi | Episodio 4 |
| 2016 | Aogeba Tōtoshi                    | Hiroto Aoshima    |            |
| 2016 | Cold Case: Shinjitsu no Tobira    | Ryō Doguchi       | Episodio 5 |
| 2017 | Dead Stock                        | Riku Tsuneta      | Principal  |
| 2018 | The Black Company                 | Ryūichi Kurata    |            |
| 2018 | Kono Sekai no Katasumi ni         | Tetsu Mizuhara    |            |
| 2019 | Les Misérables: Owari na Kitabiji | Takumi Watanabe   |            |
| 2020 | MIU 404                           | Yoshitaka Kosaka  |            |
| 2020 | Alice in Borderland               | Shuntarō Chishiya | Principal  |

### Películas
| Año  | Título                                            | Rol                   | Notas     |
| ---- | ------------------------------------------------- | --------------------- | --------- |
| 2014 | Futatsume no Mado                                 | Kaitō                 | Principal |
| 2014 | As the Gods Will                                  | Haruhiko Yoshikawa    |           |
| 2015 | Wasurenai to Chikatta Boku ga Ita                 | Takashi Hayama        |           |
| 2015 | Sayonara                                          | Yamashita             |           |
| 2016 | Destruction Babies                                | Shōta Ashihara        |           |
| 2016 | Natsumi no Hotaru                                 | Kimihide              |           |
| 2016 | Kuroi Bōdō                                        |                       |           |
| 2017 | Mukoku                                            | Tōru Haneda           |           |
| 2017 | Nidome no Natsu, Nidoto Aenai Kimi                | Satoshi Shinohara     | Principal |
| 2017 | Namiya Zakkaten no Kiseki                         | Shōta Kobayashi       | Principal |
| 2017 | Harunareya                                        | Mikio Nishimura       |           |
| 2017 | Inuyashiki                                        | Hiro Shishigami       | Principal |
| 2017 | Amy Said                                          | Shunya Hasebe         |           |
| 2018 | Inu ga Shima                                      | Hiroshi               |           |
| 2018 | Hanalei Bay                                       | Takahashi             |           |
| 2018 | Jū                                                | Tōru Nishikawa        |           |
| 2019 | Chiwawa-chan                                      | Nagai                 |           |
| 2019 | Aru Sendō no Hanashi                              | Genzō                 |           |
| 2019 | Rakuen                                            | Hiro Nogami           |           |
| 2019 | "Kakure Bicchi" Yattemashita                      | Akira Kojima          | Principal |
| 2020 | Sasaki in My Mind                                 | Sudō                  |           |
| 2020 | Moeyo Ken                                         | Okada Izō             |           |
| 2020 | Soirée                                            | Shōta Iwamatsu        |           |
| 2021 | Last of the Wolves                                | Kōta "Chinta" Chikada |           |
| 2021 | Baragaki: Unbroken Samurai                        | Okada Izō             |           |
| 2021 | Rurouni Kenshin: The Beginning                    | Okita Sōji            |           |
| 2021 | Pretenders                                        | Sekai                 |           |
| 2022 | The Hound of the Baskervilles: Sherlock the Movie | Senri Hasukabe        |           |
| 2023 | Tokyo Revengers 2: Bloody Halloween Part 1        | Kazutora Hanemiya     |           |
| 2023 | Tokyo Revengers 2: Bloody Halloween Part 2        | Kazutora Hanemiya     |           |
| 2023 | Heartless                                         | Aragaki               |           |
| 2023 | Kyrie                                             | Fūkin                 |           |
| 2024 | The Yin Yang Master Zero                          | Tachibana no Yasuie   |           |